# ČSD-Baureihe M 230.1
Als ČSD-Baureihe M 230.1 wurde ein zweiachsiger Triebwagen der einstigen Tschechoslowakischen Staatsbahnen (ČSD) für den Verkehr auf Nebenbahnen bezeichnet.

## Geschichte
1929 entstand dieser Motorwagen für die ČSD mit elektrischer Leistungsübertragung nach dem System Škoda. Dieses System der Leistungsübertragung ist eine Weiterentwicklung von dem einfachen System GEBUS und vervollständigt dieses.
Dieses Fahrzeug wurde nur in einem Exemplar gebaut. Die Gründe für die fehlende Serienfertigung waren zum einen die zu geringe Sitzplatzzahl, und dass Fahrzeuge mit mechanischer Leistungsübertragung wie die ČSD-Baureihe M 130.1 einen ökonomischeren Betrieb ermöglichten.

## Technische Merkmale
Die Basis der Leistungsübertragung des Fahrzeuges ist ein Sechszylinder-Viertakt-Benzinmotor von Škoda. Dieser Motor hatte einen Zylinderdurchmesser von 105 mm und einem Hub von 140 mm und gab eine Leistung von 78 PS bei einer Drehzahl 1400/min ab.
Die Leistungsübertragung erfolgte über den Generator. Dieser hatte drei Wicklungen; eine Derivat-, eine Gegenpol- und eine Fremdwicklung. Die Fremdwicklung diente zum Anlassen des Verbrennungsmotors, hier diente der Generator als Motor, gespeist von der Batterie. Zur Derivatswicklung gehörte das Einschalten mehrerer Widerstände dazu, die vom Fahrschalter mechanisch ein- oder ausgeschaltet wurden. Dadurch veränderte sich die Leistungsabgabe und Charakteristik des Generators. Der Generator lieferte Strom an die parallel geschalteten Fahrmotoren, die als Tatzlagerfahrmotoren an beiden Achsen ausgebildet waren.
Im Wagenkasten waren zwei Führerstände an den Enden angeordnet. Das Abteil für die Reisenden hatte 38 Sitzplätze und wurde durch die Abgase des Verbrennungsmotors beheizt. Die Bremseinrichtung war wie bei den Vorgängermodellen. Um das Gewicht des Fahrzeuges herabzusetzen, wurde die Anzahl der Sitzplätze verringert. Dies war nicht ideal für den Betrieb. Deshalb gingen die Hersteller bei der ČSD-Baureihe M 222.0 wieder auf einen größeren Wagenkasten über.
Obwohl das Fahrzeug als Einzelgänger keine große Chance für eine lange Lebensdauer hatte, konnte er sich auf verschiedenen Lokalbahnen der ČSD bis nach dem Ende des Zweiten Weltkrieges behaupten, weil er sich technisch bewährte. Eingesetzt wurde er in den Gegenden um Budweis und Pilsen. Ausgemustert wurde er nach amtlicher Statistik am 2. Juli 1948 in Pilsen.